# Eleições legislativas de 2015 em Leiria

## Resultados Oficiais
| Partido                 | Partido                         | Votos   | %               | +/-   |
| ----------------------- | ------------------------------- | ------- | --------------- | ----- |
|                         | Portugal à Frente               | 36 208  | 53,11 / 100,00  | 10,41 |
|                         | Partido Socialista              | 14 971  | 21,96 / 100,00  | 3,41  |
|                         | Bloco de Esquerda               | 6 527   | 9,57 / 100,00   | 4,07  |
|                         | Coligação Democrática Unitária  | 2 118   | 3,11 / 100,00   | 0,11  |
|                         | Partido Democrático Republicano | 1 335   | 1,96 / 100,00   | Novo  |
|                         | Pessoas–Animais–Natureza        | 847     | 1,24 / 100,00   | 0,02  |
|                         | Outros                          | 2 710   | 3,97 / 100,00   |       |
| Votos Inválidos         | Votos Inválidos                 | 3 460   | 5,08 / 100,00   | 0,23  |
| Total                   | Total                           | 68 176  | 100,00 / 100,00 |       |
| Eleitorado/Participação | Eleitorado/Participação         | 113 186 | 60,23 / 100,00  | 2,46  |
| Fonte                   | Fonte                           | [ 1 ]   | [ 1 ]           | [ 1 ] |

## Resultados por Freguesia
Os resultados seguintes referem-se aos partidos que obtiveram mais de 1,00% dos votos:
| Freguesia                         | %     | %     | %     | %    | %    | %    | Votantes |
| Freguesia                         | PÀF   | PS    | BE    | CDU  | PDR  | PAN  | Votantes |
| --------------------------------- | ----- | ----- | ----- | ---- | ---- | ---- | -------- |
| Amor                              | 46,88 | 23,91 | 11,54 | 4,30 | 1,78 | 1,45 | 2 417    |
| Arrabal                           | 64,96 | 16,83 | 7,51  | 2,04 | 1,32 | 0,84 | 1 664    |
| Bajouca                           | 78,10 | 5,67  | 4,67  | 1,23 | 1,45 | 0,54 | 1 306    |
| Bidoeira de Cima                  | 79,77 | 6,19  | 4,38  | 0,38 | 1,81 | 0,68 | 1 325    |
| Caranguejeira                     | 75,35 | 9,43  | 4,46  | 0,90 | 1,48 | 1,08 | 2 779    |
| Coimbrão                          | 47,45 | 27,84 | 7,66  | 2,90 | 1,28 | 1,16 | 862      |
| Colmeias e Memória                | 70,26 | 13,55 | 5,04  | 1,06 | 2,60 | 0,69 | 2 162    |
| Leiria, Pousos, Barreira e Cortes | 46,33 | 26,45 | 11,13 | 3,52 | 2,00 | 1,52 | 17 252   |
| Maceira                           | 44,14 | 27,03 | 10,49 | 4,59 | 1,93 | 1,18 | 5 338    |
| Marrazes e Barosa                 | 40,87 | 28,56 | 12,39 | 4,64 | 2,30 | 1,63 | 11 521   |
| Milagres                          | 60,32 | 17,74 | 7,35  | 1,92 | 1,92 | 0,56 | 1 618    |
| Monte Real e Carvide              | 45,39 | 25,35 | 11,62 | 4,01 | 2,57 | 1,14 | 2 994    |
| Monte Redondo e Carreira          | 56,71 | 19,82 | 7,51  | 3,37 | 1,55 | 1,08 | 2 971    |
| Parceiros e Azoia                 | 48,07 | 25,05 | 11,14 | 3,01 | 2,05 | 1,38 | 4 048    |
| Regueira de Pontes                | 55,19 | 21,58 | 7,50  | 2,72 | 2,06 | 0,99 | 1 214    |
| Santa Catarina da Serra e Chainça | 76,86 | 9,96  | 3,70  | 0,56 | 1,47 | 0,46 | 3 051    |
| Santa Eufémia e Boa Vista         | 69,52 | 12,09 | 6,27  | 1,38 | 1,87 | 0,94 | 2 457    |
| Souto da Carpalhosa e Ortigosa    | 67,19 | 11,07 | 9,32  | 1,31 | 1,63 | 1,03 | 3 197    |
| Leiria                            | 53,11 | 21,96 | 9,57  | 3,11 | 1,96 | 1,24 | 68 176   |

#### Amor
| Partido                 | Partido                         | Votos | %               | +/-  |
| ----------------------- | ------------------------------- | ----- | --------------- | ---- |
|                         | Portugal à Frente               | 1 133 | 46,88 / 100,00  | 8,70 |
|                         | Partido Socialista              | 578   | 23,91 / 100,00  | 4,79 |
|                         | Bloco de Esquerda               | 279   | 11,54 / 100,00  | 3,51 |
|                         | Coligação Democrática Unitária  | 104   | 4,30 / 100,00   | 0,41 |
|                         | Partido Democrático Republicano | 43    | 1,78 / 100,00   | Novo |
|                         | Pessoas–Animais–Natureza        | 35    | 1,45 / 100,00   | 0,03 |
|                         | PCTP/MRPP                       | 26    | 1,08 / 100,00   | 0,10 |
|                         | Outros                          | 81    | 3,34 / 100,00   |      |
| Votos Inválidos         | Votos Inválidos                 | 138   | 5,70 / 100,00   | 1,50 |
| Total                   | Total                           | 2 417 | 100,00 / 100,00 |      |
| Eleitorado/Participação | Eleitorado/Participação         | 4 102 | 58,92 / 100,00  | 1,09 |

#### Arrabal
| Partido                 | Partido                         | Votos | %               | +/-  |
| ----------------------- | ------------------------------- | ----- | --------------- | ---- |
|                         | Portugal à Frente               | 1 081 | 64,96 / 100,00  | 6,01 |
|                         | Partido Socialista              | 280   | 16,83 / 100,00  | 1,79 |
|                         | Bloco de Esquerda               | 125   | 7,51 / 100,00   | 3,98 |
|                         | Coligação Democrática Unitária  | 34    | 2,04 / 100,00   | 0,02 |
|                         | Partido Democrático Republicano | 22    | 1,32 / 100,00   | Novo |
|                         | Outros                          | 62    | 3,82 / 100,00   |      |
| Votos Inválidos         | Votos Inválidos                 | 60    | 3,60 / 100,00   | 0,97 |
| Total                   | Total                           | 1 664 | 100,00 / 100,00 |      |
| Eleitorado/Participação | Eleitorado/Participação         | 2 503 | 66,48 / 100,00  | 1,59 |

#### Bajouca
| Partido                 | Partido                         | Votos | %               | +/-  |
| ----------------------- | ------------------------------- | ----- | --------------- | ---- |
|                         | Portugal à Frente               | 1 020 | 78,10 / 100,00  | 5,98 |
|                         | Partido Socialista              | 74    | 5,67 / 100,00   | 0,07 |
|                         | Bloco de Esquerda               | 61    | 4,67 / 100,00   | 2,13 |
|                         | Partido Democrático Republicano | 19    | 1,45 / 100,00   | Novo |
|                         | Coligação Democrática Unitária  | 16    | 1,23 / 100,00   | 0,58 |
|                         | LIVRE/Tempo de Avançar          | 15    | 1,15 / 100,00   | Novo |
|                         | Outros                          | 38    | 2,91 / 100,00   |      |
| Votos Inválidos         | Votos Inválidos                 | 63    | 4,82 / 100,00   | 0,32 |
| Total                   | Total                           | 1 306 | 100,00 / 100,00 |      |
| Eleitorado/Participação | Eleitorado/Participação         | 1 877 | 69,58 / 100,00  | 0,23 |

#### Bidoeira de Cima
| Partido                 | Partido                         | Votos | %               | +/-  |
| ----------------------- | ------------------------------- | ----- | --------------- | ---- |
|                         | Portugal à Frente               | 1 057 | 79,77 / 100,00  | 5,55 |
|                         | Partido Socialista              | 82    | 6,19 / 100,00   | 1,23 |
|                         | Bloco de Esquerda               | 58    | 4,38 / 100,00   | 2,70 |
|                         | Partido Democrático Republicano | 24    | 1,81 / 100,00   | Novo |
|                         | Outros                          | 53    | 4,00 / 100,00   |      |
| Votos Inválidos         | Votos Inválidos                 | 51    | 3,85 / 100,00   | 0,02 |
| Total                   | Total                           | 1 325 | 100,00 / 100,00 |      |
| Eleitorado/Participação | Eleitorado/Participação         | 2 114 | 62,68 / 100,00  | 0,80 |

#### Caranguejeira
| Partido                 | Partido                         | Votos | %               | +/-  |
| ----------------------- | ------------------------------- | ----- | --------------- | ---- |
|                         | Portugal à Frente               | 2 094 | 75,35 / 100,00  | 4,08 |
|                         | Partido Socialista              | 262   | 9,43 / 100,00   | 0,40 |
|                         | Bloco de Esquerda               | 124   | 4,46 / 100,00   | 1,66 |
|                         | Partido Democrático Republicano | 41    | 1,48 / 100,00   | Novo |
|                         | Pessoas–Animais–Natureza        | 30    | 1,08 / 100,00   | 0,19 |
|                         | Outros                          | 109   | 3,92 / 100,00   |      |
| Votos Inválidos         | Votos Inválidos                 | 119   | 4,28 / 100,00   | 0,11 |
| Total                   | Total                           | 2 779 | 100,00 / 100,00 |      |
| Eleitorado/Participação | Eleitorado/Participação         | 4 498 | 61,78 / 100,00  | 3,00 |

#### Coimbrão
| Partido                 | Partido                         | Votos | %               | +/-  |
| ----------------------- | ------------------------------- | ----- | --------------- | ---- |
|                         | Portugal à Frente               | 409   | 47,45 / 100,00  | 9,98 |
|                         | Partido Socialista              | 240   | 27,84 / 100,00  | 3,38 |
|                         | Bloco de Esquerda               | 66    | 7,66 / 100,00   | 3,50 |
|                         | Coligação Democrática Unitária  | 25    | 2,90 / 100,00   | 0,23 |
|                         | Partido Democrático Republicano | 11    | 1,28 / 100,00   | Novo |
|                         | Pessoas–Animais–Natureza        | 10    | 1,16 / 100,00   | 0,62 |
|                         | Outros                          | 36    | 4,17 / 100,00   |      |
| Votos Inválidos         | Votos Inválidos                 | 65    | 7,54 / 100,00   | 1,80 |
| Total                   | Total                           | 862   | 100,00 / 100,00 |      |
| Eleitorado/Participação | Eleitorado/Participação         | 1 765 | 48,84 / 100,00  | 5,75 |

#### Colmeias e Memória
| Partido                 | Partido                         | Votos | %               |
| ----------------------- | ------------------------------- | ----- | --------------- |
|                         | Portugal à Frente               | 1 519 | 70,26 / 100,00  |
|                         | Partido Socialista              | 293   | 13,55 / 100,00  |
|                         | Bloco de Esquerda               | 109   | 5,04 / 100,00   |
|                         | Partido Democrático Republicano | 57    | 2,64 / 100,00   |
|                         | Coligação Democrática Unitária  | 23    | 1,06 / 100,00   |
|                         | Outros                          | 82    | 3,80 / 100,00   |
| Votos Inválidos         | Votos Inválidos                 | 79    | 3,66 / 100,00   |
| Total                   | Total                           | 2 162 | 100,00 / 100,00 |
| Eleitorado/Participação | Eleitorado/Participação         | 4 333 | 49,90 / 100,00  |

#### Leiria, Pousos, Barreira e Cortes
| Partido                 | Partido                         | Votos  | %               |
| ----------------------- | ------------------------------- | ------ | --------------- |
|                         | Portugal à Frente               | 7 993  | 46,33 / 100,00  |
|                         | Partido Socialista              | 4 563  | 26,45 / 100,00  |
|                         | Bloco de Esquerda               | 1 921  | 11,13 / 100,00  |
|                         | Coligação Democrática Unitária  | 607    | 3,52 / 100,00   |
|                         | Partido Democrático Republicano | 345    | 2,00 / 100,00   |
|                         | Pessoas–Animais–Natureza        | 263    | 1,52 / 100,00   |
|                         | LIVRE/Tempo de Avançar          | 176    | 1,02 / 100,00   |
|                         | Outros                          | 548    | 3,19 / 100,00   |
| Votos Inválidos         | Votos Inválidos                 | 836    | 4,85 / 100,00   |
| Total                   | Total                           | 17 252 | 100,00 / 100,00 |
| Eleitorado/Participação | Eleitorado/Participação         | 27 707 | 62,27 / 100,00  |

#### Maceira
| Partido                 | Partido                         | Votos | %               | +/-  |
| ----------------------- | ------------------------------- | ----- | --------------- | ---- |
|                         | Portugal à Frente               | 2 356 | 44,14 / 100,00  | 6,66 |
|                         | Partido Socialista              | 1 443 | 27,03 / 100,00  | 0,27 |
|                         | Bloco de Esquerda               | 560   | 10,49 / 100,00  | 3,12 |
|                         | Coligação Democrática Unitária  | 245   | 4,59 / 100,00   | 0,29 |
|                         | Partido Democrático Republicano | 103   | 1,93 / 100,00   | Novo |
|                         | PCTP/MRPP                       | 86    | 1,61 / 100,00   | 0,20 |
|                         | Pessoas–Animais–Natureza        | 63    | 1,18 / 100,00   | 0,12 |
|                         | Outros                          | 204   | 3,81 / 100,00   |      |
| Votos Inválidos         | Votos Inválidos                 | 278   | 5,21 / 100,00   | 0,36 |
| Total                   | Total                           | 5 338 | 100,00 / 100,00 |      |
| Eleitorado/Participação | Eleitorado/Participação         | 8 622 | 61,91 / 100,00  | 1,37 |

#### Marrazes e Barosa
| Partido                 | Partido                         | Votos  | %               |
| ----------------------- | ------------------------------- | ------ | --------------- |
|                         | Portugal à Frente               | 4 709  | 40,87 / 100,00  |
|                         | Partido Socialista              | 3 290  | 28,56 / 100,00  |
|                         | Bloco de Esquerda               | 1 427  | 12,39 / 100,00  |
|                         | Coligação Democrática Unitária  | 535    | 4,64 / 100,00   |
|                         | Partido Democrático Republicano | 265    | 2,30 / 100,00   |
|                         | Pessoas–Animais–Natureza        | 188    | 1,63 / 100,00   |
|                         | Outros                          | 509    | 4,41 / 100,00   |
| Votos Inválidos         | Votos Inválidos                 | 598    | 5,19 / 100,00   |
| Total                   | Total                           | 11 521 | 100,00 / 100,00 |
| Eleitorado/Participação | Eleitorado/Participação         | 20 695 | 55,67 / 100,00  |

#### Milagres
| Partido                 | Partido                         | Votos | %               | +/-  |
| ----------------------- | ------------------------------- | ----- | --------------- | ---- |
|                         | Portugal à Frente               | 976   | 60,32 / 100,00  | 9,46 |
|                         | Partido Socialista              | 287   | 17,74 / 100,00  | 4,04 |
|                         | Bloco de Esquerda               | 119   | 7,35 / 100,00   | 3,18 |
|                         | Coligação Democrática Unitária  | 31    | 1,92 / 100,00   | 0,39 |
|                         | Partido Democrático Republicano | 31    | 1,92 / 100,00   | Novo |
|                         | Outros                          | 73    | 4,52 / 100,00   |      |
| Votos Inválidos         | Votos Inválidos                 | 101   | 6,24 / 100,00   | 0,12 |
| Total                   | Total                           | 1 618 | 100,00 / 100,00 |      |
| Eleitorado/Participação | Eleitorado/Participação         | 2 911 | 55,58 / 100,00  | 1,12 |

#### Monte Real e Carvide
| Partido                 | Partido                         | Votos | %               |
| ----------------------- | ------------------------------- | ----- | --------------- |
|                         | Portugal à Frente               | 1 359 | 45,39 / 100,00  |
|                         | Partido Socialista              | 759   | 25,35 / 100,00  |
|                         | Bloco de Esquerda               | 348   | 11,62 / 100,00  |
|                         | Coligação Democrática Unitária  | 120   | 4,01 / 100,00   |
|                         | Partido Democrático Republicano | 77    | 2,57 / 100,00   |
|                         | Pessoas–Animais–Natureza        | 34    | 1,14 / 100,00   |
|                         | Outros                          | 120   | 4,01 / 100,00   |
| Votos Inválidos         | Votos Inválidos                 | 177   | 5,91 / 100,00   |
| Total                   | Total                           | 2 994 | 100,00 / 100,00 |
| Eleitorado/Participação | Eleitorado/Participação         | 5 168 | 57,93 / 100,00  |

#### Monte Redondo e Carreira
| Partido                 | Partido                         | Votos | %               |
| ----------------------- | ------------------------------- | ----- | --------------- |
|                         | Portugal à Frente               | 1 685 | 56,71 / 100,00  |
|                         | Partido Socialista              | 589   | 19,82 / 100,00  |
|                         | Bloco de Esquerda               | 223   | 7,51 / 100,00   |
|                         | Coligação Democrática Unitária  | 100   | 3,37 / 100,00   |
|                         | Partido Democrático Republicano | 46    | 1,55 / 100,00   |
|                         | Pessoas–Animais–Natureza        | 32    | 1,08 / 100,00   |
|                         | PCTP/MRPP                       | 30    | 1,01 / 100,00   |
|                         | Outros                          | 87    | 2,94 / 100,00   |
| Votos Inválidos         | Votos Inválidos                 | 179   | 6,03 / 100,00   |
| Total                   | Total                           | 2 971 | 100,00 / 100,00 |
| Eleitorado/Participação | Eleitorado/Participação         | 5 110 | 58,14 / 100,00  |

#### Parceiros e Azoia
| Partido                 | Partido                         | Votos | %               |
| ----------------------- | ------------------------------- | ----- | --------------- |
|                         | Portugal à Frente               | 1 946 | 48,07 / 100,00  |
|                         | Partido Socialista              | 1 014 | 25,05 / 100,00  |
|                         | Bloco de Esquerda               | 451   | 11,14 / 100,00  |
|                         | Coligação Democrática Unitária  | 122   | 3,01 / 100,00   |
|                         | Partido Democrático Republicano | 83    | 2,05 / 100,00   |
|                         | Pessoas–Animais–Natureza        | 56    | 1,38 / 100,00   |
|                         | Outros                          | 156   | 3,84 / 100,00   |
| Votos Inválidos         | Votos Inválidos                 | 220   | 5,44 / 100,00   |
| Total                   | Total                           | 4 048 | 100,00 / 100,00 |
| Eleitorado/Participação | Eleitorado/Participação         | 6 163 | 65,68 / 100,00  |

#### Regueira de Pontes
| Partido                 | Partido                         | Votos | %               | +/-  |
| ----------------------- | ------------------------------- | ----- | --------------- | ---- |
|                         | Portugal à Frente               | 670   | 55,19 / 100,00  | 9,49 |
|                         | Partido Socialista              | 262   | 21,58 / 100,00  | 4,49 |
|                         | Bloco de Esquerda               | 91    | 7,50 / 100,00   | 2,39 |
|                         | Coligação Democrática Unitária  | 33    | 2,72 / 100,00   | 1,02 |
|                         | Partido Democrático Republicano | 25    | 2,06 / 100,00   | Novo |
|                         | Outros                          | 55    | 4,54 / 100,00   |      |
| Votos Inválidos         | Votos Inválidos                 | 78    | 6,43 / 100,00   | 0,14 |
| Total                   | Total                           | 1 214 | 100,00 / 100,00 |      |
| Eleitorado/Participação | Eleitorado/Participação         | 1 932 | 62,84 / 100,00  | 3,31 |

#### Santa Catarina da Serra e Chainça
| Partido                 | Partido                         | Votos | %               |
| ----------------------- | ------------------------------- | ----- | --------------- |
|                         | Portugal à Frente               | 2 345 | 76,86 / 100,00  |
|                         | Partido Socialista              | 304   | 9,96 / 100,00   |
|                         | Bloco de Esquerda               | 113   | 3,70 / 100,00   |
|                         | Partido Democrático Republicano | 45    | 1,47 / 100,00   |
|                         | Outros                          | 110   | 3,61 / 100,00   |
| Votos Inválidos         | Votos Inválidos                 | 134   | 4,39 / 100,00   |
| Total                   | Total                           | 3 051 | 100,00 / 100,00 |
| Eleitorado/Participação | Eleitorado/Participação         | 4 412 | 69,15 / 100,00  |

#### Santa Eufémia e Boa Vista
| Partido                 | Partido                         | Votos | %               |
| ----------------------- | ------------------------------- | ----- | --------------- |
|                         | Portugal à Frente               | 1 708 | 69,52 / 100,00  |
|                         | Partido Socialista              | 297   | 12,09 / 100,00  |
|                         | Bloco de Esquerda               | 154   | 6,27 / 100,00   |
|                         | Partido Democrático Republicano | 46    | 1,87 / 100,00   |
|                         | Coligação Democrática Unitária  | 34    | 1,38 / 100,00   |
|                         | Outros                          | 103   | 4,20 / 100,00   |
| Votos Inválidos         | Votos Inválidos                 | 115   | 4,68 / 100,00   |
| Total                   | Total                           | 2 457 | 100,00 / 100,00 |
| Eleitorado/Participação | Eleitorado/Participação         | 3 930 | 62,52 / 100,00  |

#### Souto da Carpalhosa e Ortigosa
| Partido                 | Partido                         | Votos | %               |
| ----------------------- | ------------------------------- | ----- | --------------- |
|                         | Portugal à Frente               | 2 148 | 67,19 / 100,00  |
|                         | Partido Socialista              | 354   | 11,07 / 100,00  |
|                         | Bloco de Esquerda               | 298   | 9,32 / 100,00   |
|                         | Partido Democrático Republicano | 52    | 1,63 / 100,00   |
|                         | Coligação Democrática Unitária  | 42    | 1,31 / 100,00   |
|                         | Pessoas–Animais–Natureza        | 33    | 1,03 / 100,00   |
|                         | Outros                          | 101   | 3,16 / 100,00   |
| Votos Inválidos         | Votos Inválidos                 | 169   | 5,28 / 100,00   |
| Total                   | Total                           | 3 197 | 100,00 / 100,00 |
| Eleitorado/Participação | Eleitorado/Participação         | 5 344 | 59,82 / 100,00  |